# Mount Rockmore
Mount Rockmore är ett berg i Antarktis. Det ligger i Östantarktis. Australien gör anspråk på området. Toppen på Mount Rockmore är 1 730 meter över havet.
Terrängen runt Mount Rockmore är huvudsakligen kuperad, men söderut är den bergig. Trakten är obefolkad. Det finns inga samhällen i närheten.